# Луций Флавий Сильва Ноний Басс
Лу́ций Фла́вий Си́льва Но́ний Басс (лат. Lucius Flavius Silva Nonius Bassus; умер, предположительно, в 81 году, Римская империя) — древнеримский политический деятель, ординарный консул 81 года.

## Биография
Басс происходил из пиценского города Урбс Сальвия. Надпись, найденная там, сообщает информацию о его карьере. Он начал свой cursus honorum в качестве начальника тюрьмы, затем последовательно занимал должности военного трибуна в IV «Скифском» легионе, квестора, народного трибуна и легата XXI «Стремительного» легиона. Во время цензуры Веспасиана и Тита Басс был возведён в сословие патрициев и получил звание претория.
С около 73 (дата в исследованиях является спорной) до 80 года он находился на посту легата-пропретора Иудеи. Басс завоевал крепость Масаду, последний оплот еврейского сопротивления, тем самым завершив Первую Иудейскую войну. Флавий Сильва входил в состав коллегии понтификов. В 81 году он занимал должность ординарного консула вместе с Луцием Азинием Поллионом Веррукозом. Флавий Сильва был патроном своего родного города, где несколько раз был претором; там он построил амфитеатр. Консул-суффект около 85 года, Гай Сальвий Либерал Ноний Басс, возможно, был его родственником.
Флавий Сильва является также главным персонажем двух исторических романов писателя Эрнеста К. Ганна, а также мини-сериала «Масада», где его играл известный актёр Питер О’Тул.